# Laonome elegans
Laonome elegans är en ringmaskart som beskrevs av Gravier 1906. Laonome elegans ingår i släktet Laonome och familjen Sabellidae. Inga underarter finns listade i Catalogue of Life.